# José Luis Cabrera Cava
José Luis Cabrera Cava (10 de mayo de 1982, Madrid, España) es un exfutbolista español que jugaba de centrocampista, su último equipo fue el CF Villanovense de la Segunda División B de España.

## Trayectoria
Cabrera se formó en las categorías inferiores del Real Madrid, de ahí pasó al Pontevedra CF donde fue titular indiscutible. El Pontevedra en esa temporada 2003-2004 asciende a Segunda División A.
En el 2006 ficha por la UD Almería, equipo con el que consigue el ascenso a Primera división. En la temporada 2007-08, al no contar para el entrenador Unai Emery, en el mercado de fichajes de invierno ficha por el Deportivo Alavés, lesionándose en el primer partido y perdiéndose toda la temporada. El 5 de agosto de 2009 el Córdoba anuncia su fichaje en su página web.

## Clubes
| Club                   | País   | Año       | Goles* | Partidos* |
| ---------------------- | ------ | --------- | ------ | --------- |
| Real Madrid Castilla   | España | 2001-2003 | 0      | 11        |
| Pontevedra FC          | España | 2003-2006 | 3      | 92        |
| UD Almería             | España | 2006-2008 | 0      | 33        |
| Deportivo Alavés       | España | 2007-2009 | 0      | 9         |
| Córdoba Club de Fútbol | España | 2009-2011 | 0      | 12        |
| CF Villanovense        | España | 2011-2012 | 0      | 11        |

(*) Incluyendo campeonatos nacionales e internacionales.